# Cypella lapidosa
Cypella lapidosa är en irisväxtart som beskrevs av Pierfelice Ravenna. Cypella lapidosa ingår i släktet Cypella, och familjen irisväxter. Inga underarter finns listade i Catalogue of Life.